# Prezidentské volby ve Finsku 2000
V tomto roce se podruhé konala volba prezidenta Finské republiky na šestileté funkční období v systému dvoukolové přímé lidové volby.
Prvního kola (16. ledna) se účastnili kandidáti sedmi politických stran. Výsledky byly následující:
1. Tarja Halonen (sociální demokracie), 1 224 063 hlasů, tj. 40,0 %
2. Esko Aho (centristé), 1 051 123 hlasů, tj. 34,4 %
3. Riitta Uosukainen (konzervativci), 391 852 hlasů, tj. 12,8 %
4. Elisabeth Rehn (Švédská lidová strana), 241 739 hlasů, tj. 7,9 %
5. Heidi Hautala (Zelení), 100 731 hlasů, tj. 3,3 %
6. Ilkka Hakalehto (Praví Finové), 31 362 hlasů, tj. 1,0 %
7. Risto Kuisma (Skupina „Oprava“), 16 919 hlasů, tj. 0,6 %
Celkem bylo odevzdáno 3 057 789 hlasů čili hlasovalo 76,9 % voličů. V prvním kole nikdo z kandidátů nedosáhl většinového počtu hlasů (50% + 1 hlas z odevzdaných).
Do druhého kola (6. února) postoupili první dva kandidáti. Výsledky byly následující:
1. Tarja Halonen, 1 644 532, 51,6 %
2. Esko Aho, 1 540 803, 48,4 %
Celkem bylo odevzdáno 3 185 335 hlasů čili hlasovalo 80,2 % voličů.
Prezidentkou Finské republiky se stala Tarja Halonen(ová).
Zdroj:
https://web.archive.org/web/20151124033325/http://www.presidentti.fi/netcomm/ImgLib/9/180/vaalitilastot.pdf